# 소방본부

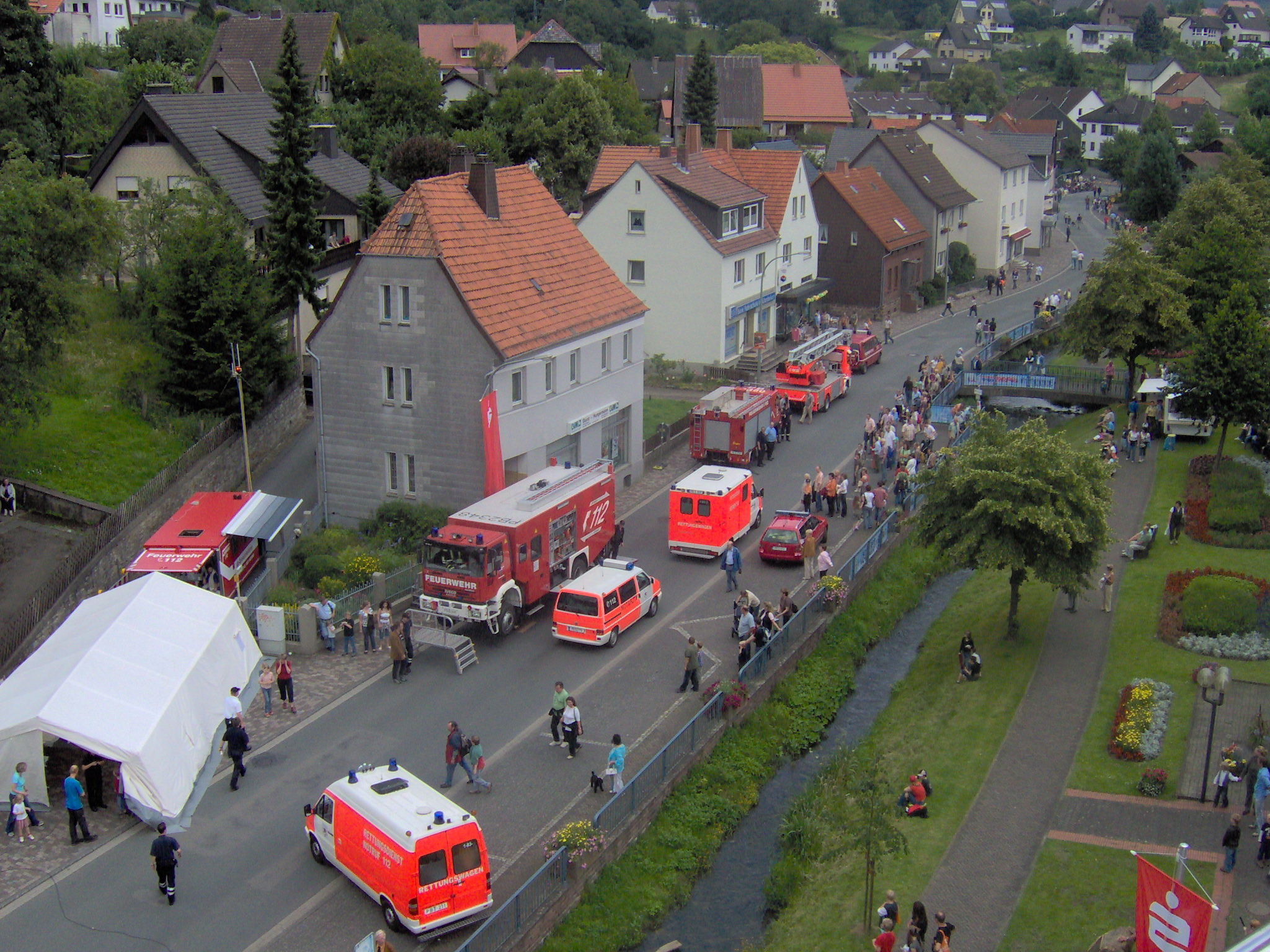

소방본부(消防本部, Fire Department)는 소방을 담당하기 위해 설치된 관공서이다. 여러 나라에서는 소방국(消防局, Fire Bureau)으로 번역하기도 한다.

## 대한민국의 소방본부
중앙소방본부와 지방소방본부가 있으며 후자는 광역자치단체별로 설치되어 있고 관할구역마다 소방서가 설치되어 있다. 소방본부, 소방재난본부, 소방안전본부 등의 명칭을 사용한다.

### 중앙정부의 소방본부
- 대한민국 소방청: 차관급 조직
- 중앙119구조본부

### 특별시의 지방소방본부
- 서울소방재난본부

### 광역시의 지방소방본부
- 인천소방본부
- 부산소방안전본부
- 대구소방안전본부
- 대전소방본부
- 광주소방안전본부
- 울산소방본부

### 도의 지방소방본부
- 경기소방재난본부
- 경기북부소방재난본부
- 강원소방본부
- 충남소방본부
- 충북소방본부
- 경남소방본부
- 경북소방본부
- 전남소방본부
- 전북소방본부
- 제주소방안전본부

### 기타 지역의 지역소방본부
- 창원소방본부
- 세종소방본부

## 미국의 소방본부
- 뉴욕 소방국

## 일본의 소방본부
- 일본 소방청: 총무성 산하의 국가조직
- 도쿄 소방청

## 같이 보기
- 국제 소방관의 날
- 소방차
- 의용소방대